# Sörtjärnen (Lidens socken, Medelpad)
Sörtjärnen är en sjö i Sundsvalls kommun i Medelpad och ingår i Indalsälvens huvudavrinningsområde.